# Horst Dreyer
Horst Christian Albert Dreyer (* 21. Mai 1928 in Lübeck; † 27. Oktober 2019) war ein deutscher evangelischer Geistlicher. Der Eutiner Propst wurde durch zahlreiche Radioandachten in Norddeutschland einem größeren Publikum bekannt.

## Leben
Der Beamtensohn studierte in Kiel und Göttingen. 1953 wurde er in Kiel mit einer Dissertation im Fach Altes Testament zum Dr. theol. promoviert. Im selben Jahre heiratete er; das zweite theologisches Examen machte er ein Jahr später in Lübeck. Nach Vikariat und einer Zeit als Hilfsprediger in der Gemeinde St. Aegidien wurde er hier 1954 ordiniert; im Jahr darauf erhielt er eine der Pfarrstellen an St. Aegidien.
Ab 1957 war Dreyer dann langjähriger Pastor an der St. Andreas-Kirche Lübeck-Schlutup. Durch die Arbeit in der damals hauptsächlich von Fischerei geprägten Gemeinde erkannte Dreyer die Bedeutung des „Plattdeutschen in der Kirche“.
Ab 1963 predigte der evangelische Geistliche neben der Gemeindearbeit sowohl in hochdeutscher als auch in niederdeutscher Sprache regelmäßig im Rundfunk.
1971 ging Dreyer einige Jahre als Pastor nach Westerland, ab 1978 war er Propst in Eutin. Daneben war er Mitglied der Lübecker Synode und Beauftragter für evangelische Akademiearbeit.
Er veröffentlichte Publikationen wie Die Frage nach Gott (1986) zu kirchlichen Themen. Einige seiner Westerländer Predigten wurden in Buchform veröffentlicht. Eine Schallplatte Plattdütsche Andachten, von ihm selbst besprochen, erschien 1981.

## Werke
- Tradition und heilige Stätten: Zur Geschichte der Traditionen in Israels Frühzeit. Kiel, Theol. F., Diss. v. 14. Febr. 1953 (Nicht f. d. Aust.).
- Westerländer Predigten. Burg-Verlag, Stuttgart/Bonn 1983, ISBN 3-922801-49-8 (Predigtreihe 1).
- Kirche zwischen den Zeiten : Vortrag vor der „Bekennenden Gemeinschaft“ in Kiel, Busstag 1985. Nordelbische Evang.-Luth. Kirche, Kiel 1985.
- Wo stehen wir? Versuch einer Standortbestimmung; Vortrag vor der „Bekennenden Gemeinschaft“ in Eutin, 31. August 1986. Nordelbische Evang.-Luth. Kirche, Kiel 1986.
- Die Frage nach Gott. Burg-Verlag, Sachsenheim/Stuttgart/Bonn 1986, ISBN 3-922801-21-8 (Teinacher Gespräche 1).

| Personendaten    | Personendaten                                       |
| ---------------- | --------------------------------------------------- |
| NAME             | Dreyer, Horst                                       |
| ALTERNATIVNAMEN  | Dreyer, Horst Christian Albert (vollständiger Name) |
| KURZBESCHREIBUNG | deutscher evangelischer Geistlicher                 |
| GEBURTSDATUM     | 21. Mai 1928                                        |
| GEBURTSORT       | Lübeck                                              |
| STERBEDATUM      | 27. Oktober 2019                                    |